# Gobiesox nudus
Gobiesox nudus  — вид риб родини Присоскоперові (Gobiesocidae). Це прісноводний вид, що зустрічається у річках Центральної та Південної Америки від Мексики до Венесуели. Риба сягає завдовжки до 15 см.